# Departamento Aluminé
Aluminé es uno de los 16 departamentos en los que se divide la provincia argentina de Neuquén.

## Superficie y límites
El departamento posee una extensión de 4660 kilómetros cuadrados y limita al nordeste con el departamento Picunches, al este con el departamento Catan Lil, al sur con el departamento Huiliches y al oeste y noroeste con la República de Chile.

## Demografía
Su evolución demográfica desde 1970 ubica a Aluminé como uno de los departamentos con menor crecimiento. Según el censo de 1970, vivían en el departamento 3196 habitantes. Para 1980, ese número había trepado a 3842 (un crecimiento intercensal del 1,9%). En 1991, el censo arrojó una población de 4946 habitantes y el realizado en el año 2001, 6308.
De acuerdo al Censo 2010, vivían 8306 personas en todo el departamento.
El censo argentino de 2022 reportó 10 244 habitantes.Esto representó un crecimiento del 23.3%.

## Parajes Y Localidades

### Localidades[4]
Aluminé
Villa Pehuenia
Moquehue

### Parajes
- º Abra Ancha º Arroyo Cascada Mayor  º Arroyo Litran  º Arroyo Los Pinos  º Arroyo Mapio  º Arroyo Quillen  º Arroyo Quirinco  º Arroyo Relen  º Arroyo Remeco  º Arroyo Trocoquen  º Añiguara  º Bajada Del Rahue  º Balsa  º Cabeceras Del Cañadón Grande  º Carrilil (Parte Rai Aigo)  º Casa Mayor  º Cerro Las Lajas  º Cerro Arenoso  º Cerro Añihueraqui  º Cerro Bardon  º Cerro Batea Mahuida Norte  º Cerro Bayo  º Cerro Chachil  º Cerro Chañy  º Cerro Chico  º Cerro Chohuecura  º Cerro Cluchu Chumpiru  º Cerro Cochico  º Cerro Coipocahue  º Cerro Colihues  º Cerro Coloco  º Cerro Colorado  º Cerro De La Bandera  º Cerro De Las Caballadas  º Cerro De Las Legas  º Cerro De Los Chanchos  º Cerro De Los Cipreses  º Cerro De Los Lagos  º Cerro Del Cañadón  º Cerro Del Santo  º Cerro Desfiladero  º Cerro Divortium  º Cerro Iglesias  º Cerro Impodi  º Cerro Litran  º Cerro Liuco  º Cerro Lonco Luan  º Cerro Lonqueo  º Cerro Malalco  º Cerro Mallin De Los Caballos  º Cerro Melipilun  º Cerro Melun  º Cerro Mesa  º Cerro Mocho  º Cerro Morado  º Cerro Nahuel Mapi  º Cerro Negro  º Cerro Norte Divortium  º Cerro Pedregoso  º Cerro Pichi Lonco Luan  º Cerro Pichi Rucachoroi  º Cerro Picudo  º Cerro Piedra  º Cerro Pitruquen  º Cerro Piñihue  º Cerro Polcahue  º Cerro Ponom  º Cerro Pulido  º Cerro Puntudo  º Cerro Quili Mahuida  º Cerro Quillen  º Cerro Quirinco  º Cerro Rancahue  º Cerro Relem  º Cerro Ruca Ñanqui  º Cerro Rucachoroi  º Cerro San Ignacio  º Cerro Santa Rosa  º Cerro Taraya  º Cerro Teta De Vaca  º Cerro Trelel  º Cerro Trocoquen  º Cerro Trujillo Magdalena  º Cerro Víbora  º Cordón Del Rucachoroi  º El Arco (G.N.)  º El Manzano  º Galpon  º Garganta De Coloco  º Haras Patria  º Haras Pulmari  º Horqueta Vinculco (Z.R.E.M. º)  Departamento Paraje  º Huiri Huiri  º Icalma  º Kilca  º Kilca  º La Angostura (Z.R.E.M. º)  º La Angostura De Icalma (G.N.)  º La Gotera  º La Media Luna  º La Nevada  º Lago º  º Lago º (Rai Puel)  º Lago Hui Hui  º Las Breñas  º Las Horquetas  º Litran  º Llamuco  º Loma De Los Tabanos  º Lonco Luan (Rai Catalan)  º Lonco Mula  º Lonqueo  º Los Álamos  º Los Caracoles (Z.R.E.M. º)  º Los Volcanes  º Maipen  º Malalco  º Meseta Del Arco  º Moquehue (Z.R.E.M. Villa Pehuenia)  º Nompehuen  º Norquínco  º Pampa De Rahue  º Pampa Del Hui Hui  º Pampa Del León  º Pampa Del Litran  º Pampa Del Trujillo  º Pampa Lonco Luan  º Paso Añihueraqui I  º Paso Batea Mahuida  º Paso Coipocahue  º Paso De Huirindil  º Paso De Icalma  º Paso De Llaima  º Paso De Malalco  º Paso De Nellocahul  º Paso De Reigolill (Gpo. G.N.)  º Paso Del Arco Norte  º Paso Del Chachil  º Paso El Arco  Departamento Paraje  º Paso Mallin De Icalma  º Paso Palao Mahuida  º Paso Rilul I  º Paso Rilul Ii  º Pichivilcunco  º Poi Pucon (Z.R.E.M. º)  º Portada De Coloco  º Portada La Atravesada  º Portada Sanquilco  º Portezuelo Sin Nombre  º Puerta Del Diablo  º Puesto 1 (Z.R.E.M. º)  º Puesto 1 (Z.R.E.M. Villa Pehuenia)  º Puesto Casa De Lata  º Puesto China Muerta  º Puesto De La Junta  º Puesto Del Indio  º Puesto Hospital  º Puesto La Bombilla  º Puesto La Cruz  º Puesto La Media Luna  º Puesto La Nueva  º Puesto Lata  º Puesto Llamuco  º Puesto Pino  º Puesto Veranada  º Puesto Veranada Calfuqueo  º Puesto Veranada Relen  º Quila Chanquil  º Quillen  º Quillen (Rai Currumil)  º Quillen Abajo  º Quillen Arriba  º Quilmahue  º Rahue  º Rancahue  º Rucachoroi (Rai Aigo)  º Rucachoroi Arriba  º Sainauco  º San Ignacio  º San Juan  º Santa Rosa  º Vilcunco  º Villa Italia (Z.R.E.M. º)  º Villa Union (Z.R.E.M. º)

## Galería

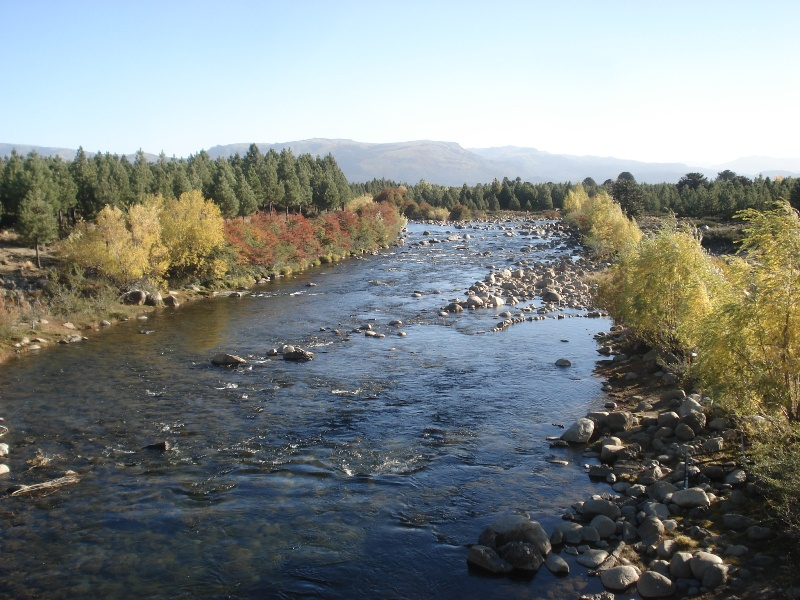
Vista del río Litrán.
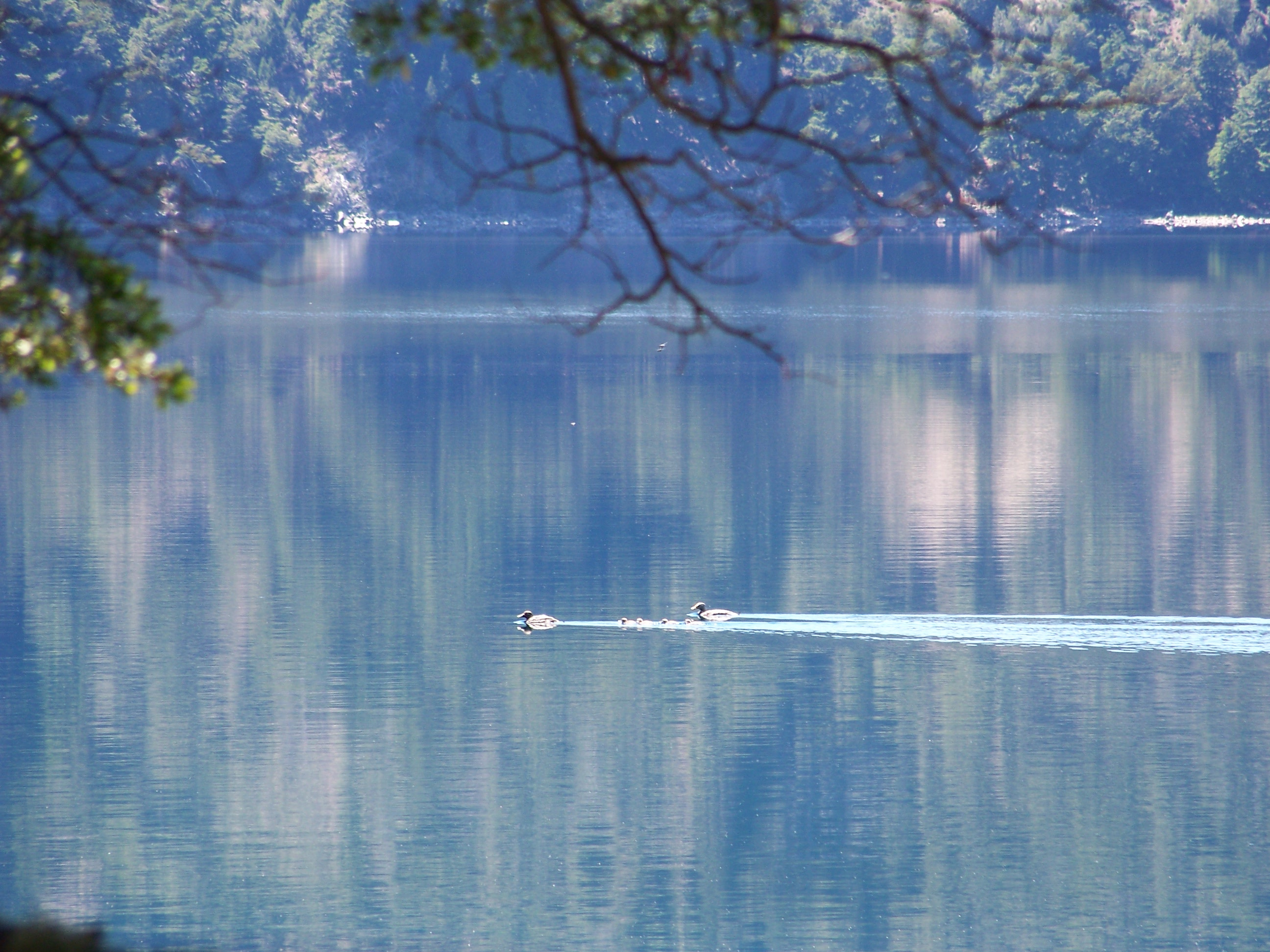
Fauna en el lago Moquehue.
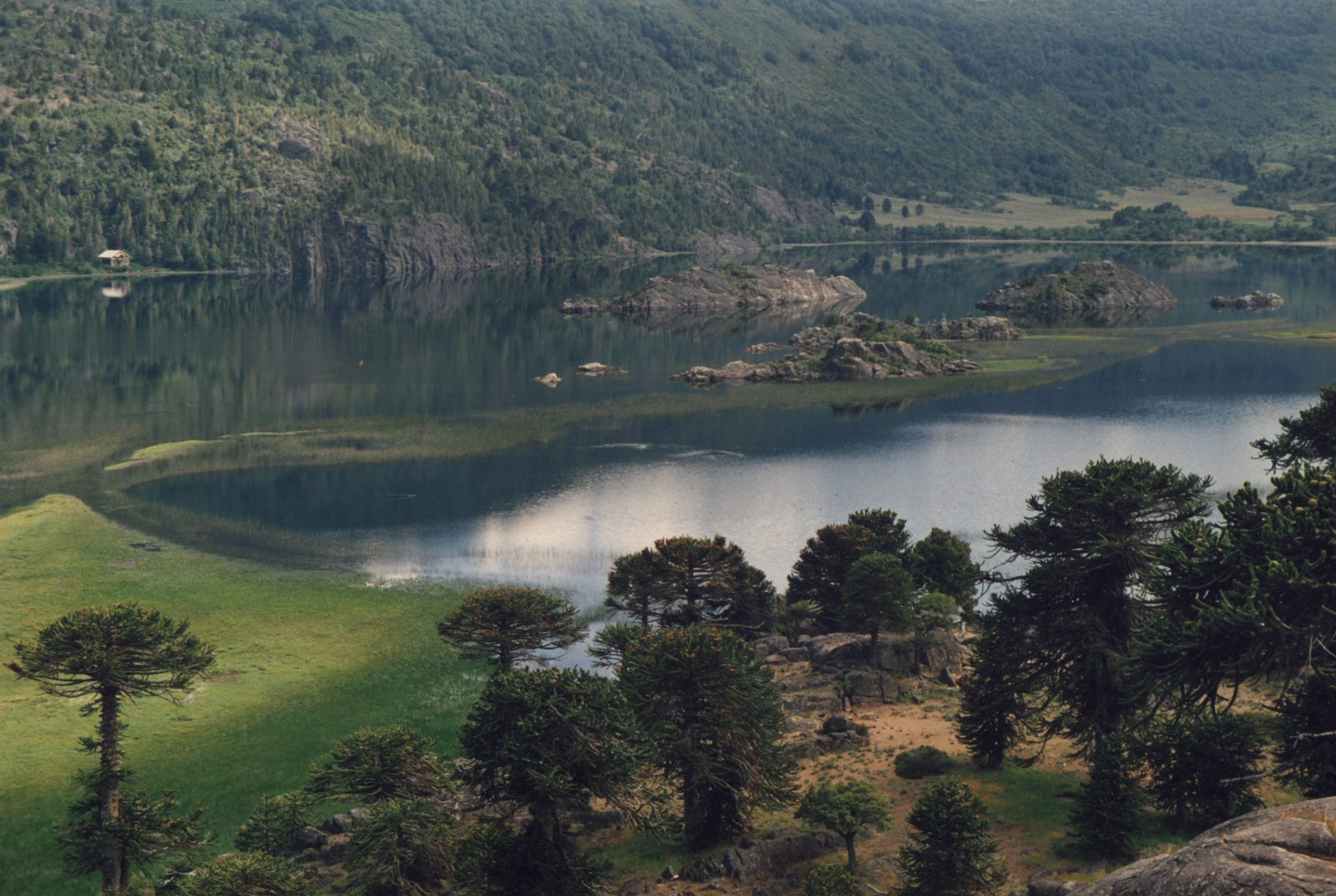
Vista del lago Pulmari y bosque de araucarias.
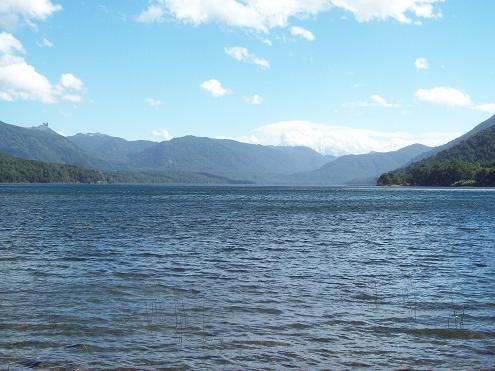
Vista del lago Quillen.
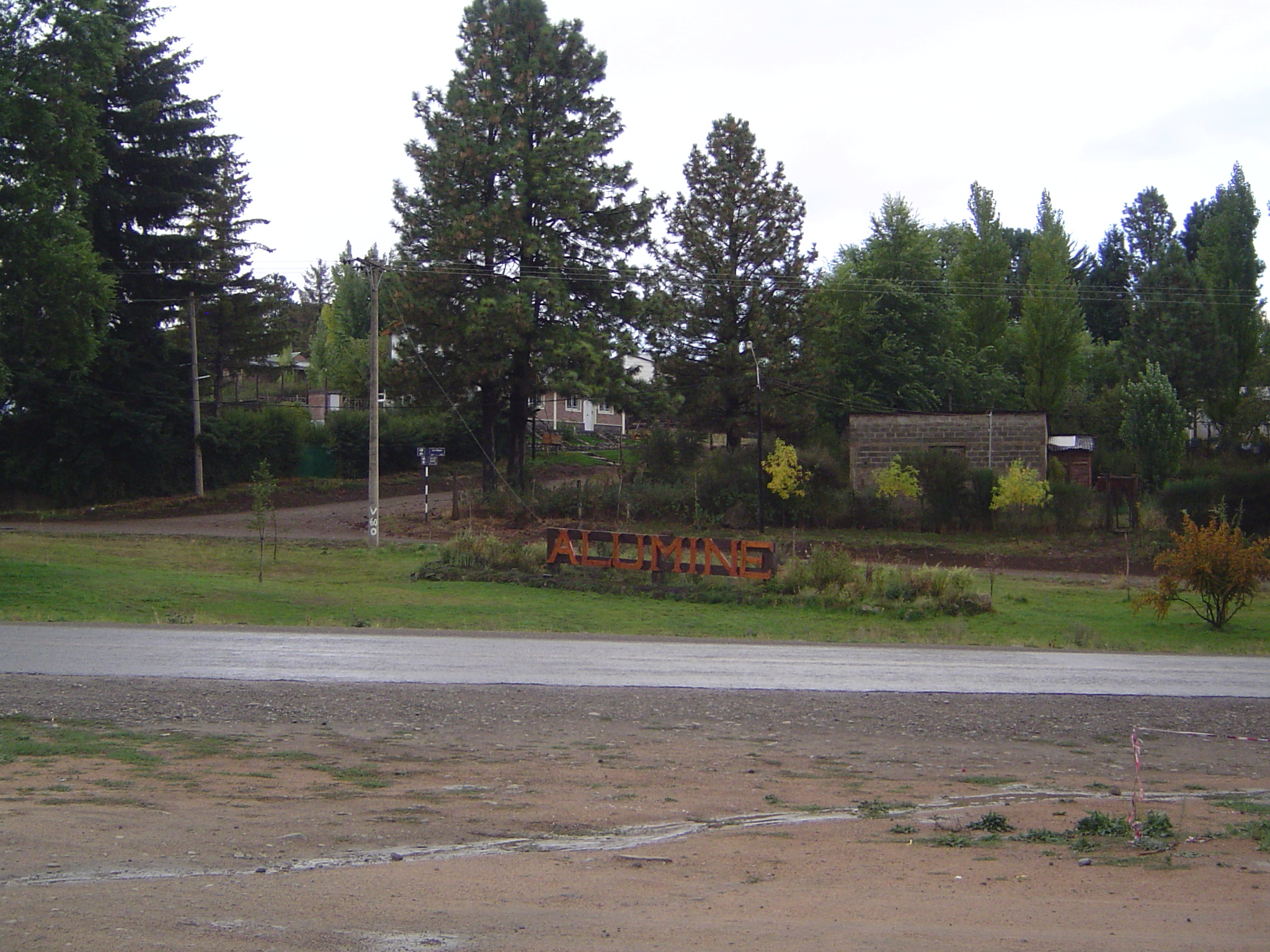
Ciudad de Aluminé.
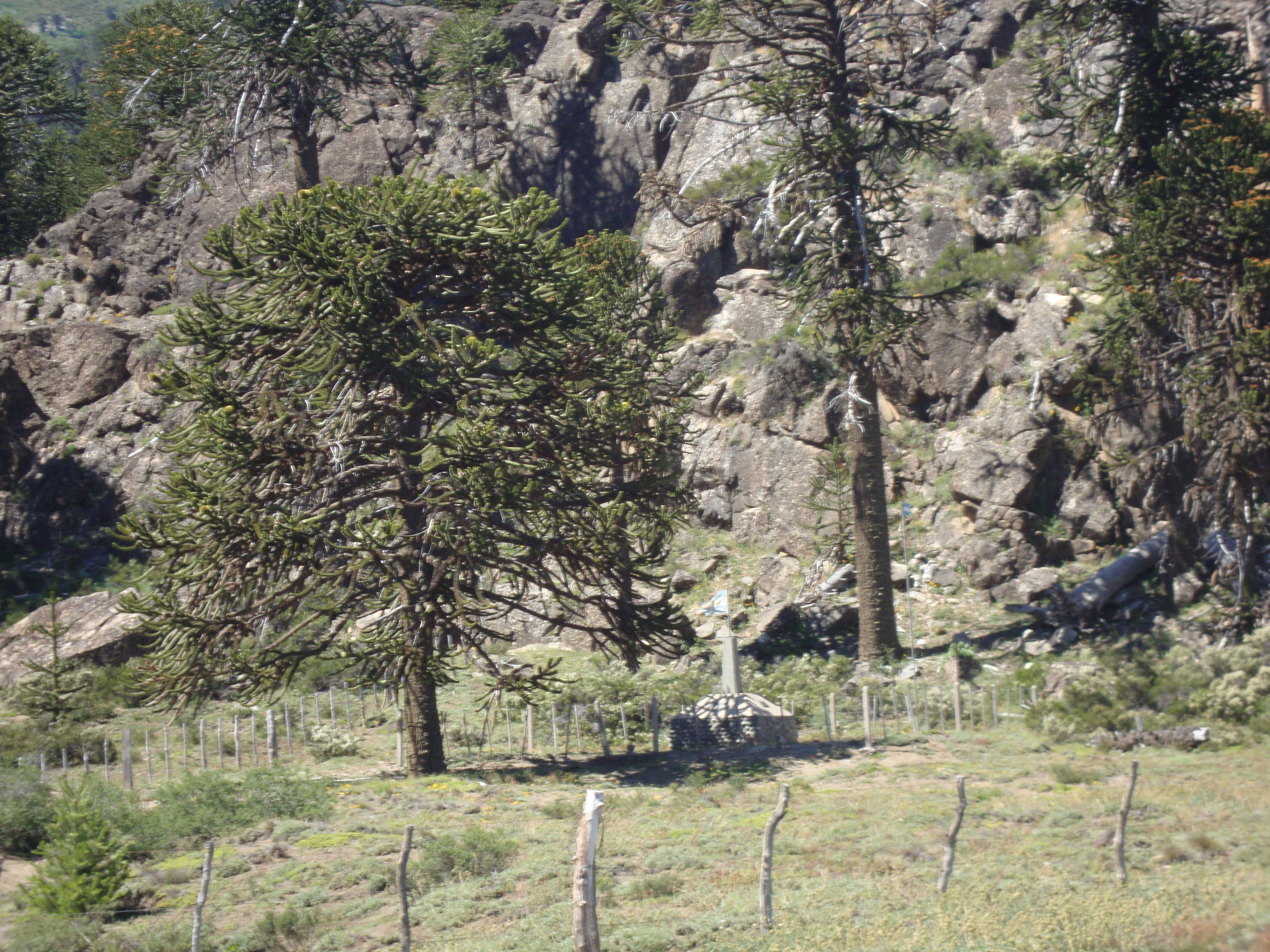
Sitio histórico donde se desarrolló el combate Pulmarí.